# Allen County Courthouse
Het Allen County Courthouse is een bouwwerk in Fort Wayne in de Amerikaanse staat Indiana. De bouw van het gerechtsgebouw startte in 1897 naar een ontwerp van Brentwood S. Tolan in de stijl van de beaux-arts. Het werd in 1902 geopend. Sinds 2003 is het Allen County Courthouse een National Historic Landmark.